# Pickfords och Fairbanks Stockholmsbesök 1924

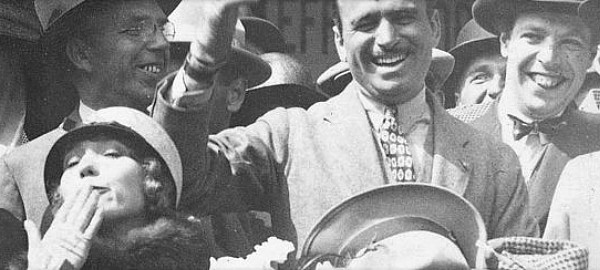
Mary Pickford och Douglas Fairbanks hyllas vid sin ankomst med tåg till Stockholm 1924. Foto från trappan vid Centralplan utanför Stockholms centralstation.

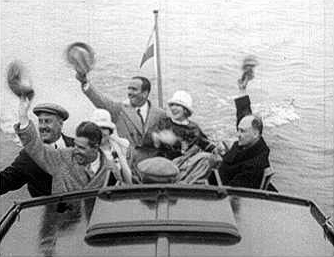
Mary Pickford, Douglas Fairbanks, Mauritz Stiller och Ivar Kreuger ombord på 1924.

Mary Pickford och Douglas Fairbanks gjorde ett uppmärksammat besök i Stockholm den 21-23 juni 1924, anordnat av Svensk Filmindustri (SF).

## Beskrivning
Det gifta paret Pickford och Fairbanks var några av dåtidens mest populära filmstjärnor, och över tusen människor hade mött upp utanför Stockholms centralstation när filmstjärnorna anlände med tåg på lördagsmorgonen. Paret besökte bland annat Filmstaden i Råsunda. SF:s huvudägare Ivar Kreuger stod för en visning av Stockholms skärgård med sin motoryacht M/Y Loris. På båtturen deltog även SF:s VD Charles Magnusson, regissören Mauritz Stiller och den unga svenska skådespelerskan Greta Garbo som hade fått sitt genombrott med filmen Gösta Berlings saga tidigare samma år.
Skärgårdsturen utgick från Ivar Kreugers representationsvilla Villa Ugglebo vid Lilla Skuggan på Norra Djurgården. Därefter besöks Magnussons sommarställe på Skarpö norr om Vaxholm och vidare via Lindalssundet till Kreugers egen ö Ängsholmen nordost om Vindö. Skärgårdsturen lär ha avslutats vid Grand Hotel i Saltsjöbaden där SF bjöd på middag. På söndagen bjöd Svensk Filmindustri på stor bankett, där Greta Garbo, Mauritz Stiller, Anders de Wahl, Karl Gerhard och många andra fick chansen att träffa de utländska celebriteterna. Pickford och Fairbanks fortsatte efter Stockholmsbesöket vidare till Oslo (som på den tiden hette Kristiania) där de möttes av stora skaror av jublande beundrare.
Delar av besöken i Stockholm och Oslo finns förevigade i filmen "Mary og Doug eller Da Stockholm og Kristiania stod paa hodet".  Filmen finns bevarad i Svenska Filminstitutets Filmarkiv under namnet "Mary och Doug besöker Stockholm". 